# Jeanne Marvig
Jeanne Marvig (née Cécile Marie Jeanne Viguier le 13 avril 1872 à Léguevin en Haute-Garonne et morte à Toulouse le 19 juin 1955,) est une poétesse française.
Le 5 août 1903 elle épouse à Toulouse Victor Marty, chef de bureau à la mairie de Toulouse, et prend dès lors le nom de plume de Marvig, contraction des deux patronymes.
Elle écrit une vingtaine d’œuvres et ses poèmes sont publiés dans La Petite Illustration.
Son recueil de poésie Avec les Dieux... et les héros reçoit le prix René-Bardet de l'Académie Française en 1930.
Plusieurs fois lauréate de l'Académie des Jeux Floraux, elle lègue au Musée du Vieux Toulouse trois des fleurs obtenues.
Elle est également membre d'un mouvement occitaniste avec de nombreuses autres personnalités; la Ligue de la Patrie méridionale, Fédération des pays d'Oc.
Son nom a été donné à une rue de Toulouse dans le quartier de Saouzelong-Rangueil.

## Contributions
- Préface de : Cardiogrammes (1951) de Marie-Louise Vaissière
- Préface de : Livre d'or toulousain des enfants de Toulouse morts pour la France, années 1914-1915 (1916), de Davia de Précourt[6]